# Sara Groves
Sara Lee Colbaugh, conocida como Sara Groves (Burnsville, 10 de septiembre de 1972) es una cantante y compositora estadounidense de música cristiana contemporánea. También es productora musical y autora. 
Ha sido nominada tres veces en los premios Dove Awards, incluyendo "La Nueva Artista del Año" en 2002. Fue reconocida como las mejores aristas musicales cristianas del 2005 y su álbum "Add to the Beauty" fue nombrado "Álbum del año" en el 2006 por la CCM Magazine.

## Comienzos
Sara creció en una familia cristiana en Springfield, Missouri. Su padre es un pastor cristiano. Ella comenzó a tomar clases de piano desde los cuatro años y comenzó a componer a los cinco.
Cuando creció, estudió en la Universidad Evangel University y recibió su título de Bachelor of Science. Luego impartió clases de preparatoria en una escuela oficial durante cuatro años y se casó.
En ese tiempo, Sara no consideraba dedicarse a la carrera musical, hasta que su esposo la motivó a compartir su música con su público.

## Carrera musical

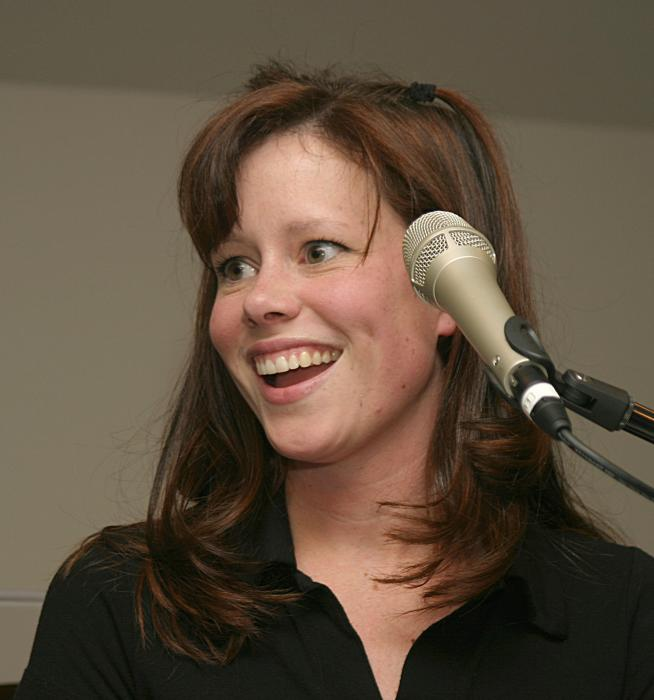
Sara Groves en noviembre de 2004.

A sus 25 años, Sara tuvo su primera presentación en un evento para recaudar fondos para la asociación de Atletas Cristianos en se escuela preparatoria pública. Se juntó con una banda por primera vez y tocaron cinco canciones. El domingo siguiente se dio la grabación de un CD en vivo para un álbum inicial "All Right Here", en el que hubo una audiencia de más de 100 personas del programa de rehabilitación para drogadictos de "Teen Challenge" (organización fundada por el Pastor David Wilkerson).
En 2001 una canción de Sara Groves fue incluida en el álbum "What a Mom" y así mismo en el álbum "Word Entertainment's New Music From Our Heart To Yours".
En el 2009, su disco "Fireflies and songs" fue nombrado álbum #1 del año por ChristianityToday.
Sara ha tenido pequeñas colaboraciones con otros músicos cristianos como Jars of clay, Brandon Heath, Jason Gray, Sixpence None the Richer, Randy Stonehill, Joel Hanson, entre otros.

## Discografía
- Past the Wishing (1998)
- Conversations (1999) (2001)
- All Right Here (2002)
- The Other Side of Something (2004)
- Station Wagon (2005)
- Add to the Beauty (2005)
- Tell Me What You Know (2007)
- O Holy Night (2008)
- Fireflies and Songs (2009)
- Invisible Empires (2011)
- The Collection (2013)